# Qarah Gheybī
Qarah Gheybī (persiska: قَرِه غِيبی, قَرَ كُل, قره غيبی, Qareh Gheybī) är en ort i Iran.   Den ligger i provinsen Kurdistan, i den nordvästra delen av landet, 400 km väster om huvudstaden Teheran. Qarah Gheybī ligger 1 763 meter över havet och antalet invånare är 257.
Terrängen runt Qarah Gheybī är kuperad åt sydost, men åt nordväst är den platt. Qarah Gheybī ligger nere i en dal.Runt Qarah Gheybī är det ganska glesbefolkat, med 23 invånare per kvadratkilometer. Närmaste större samhälle är Golāneh, 7,4 km sydväst om Qarah Gheybī. Trakten runt Qarah Gheybī består i huvudsak av gräsmarker.